# Watauga Association

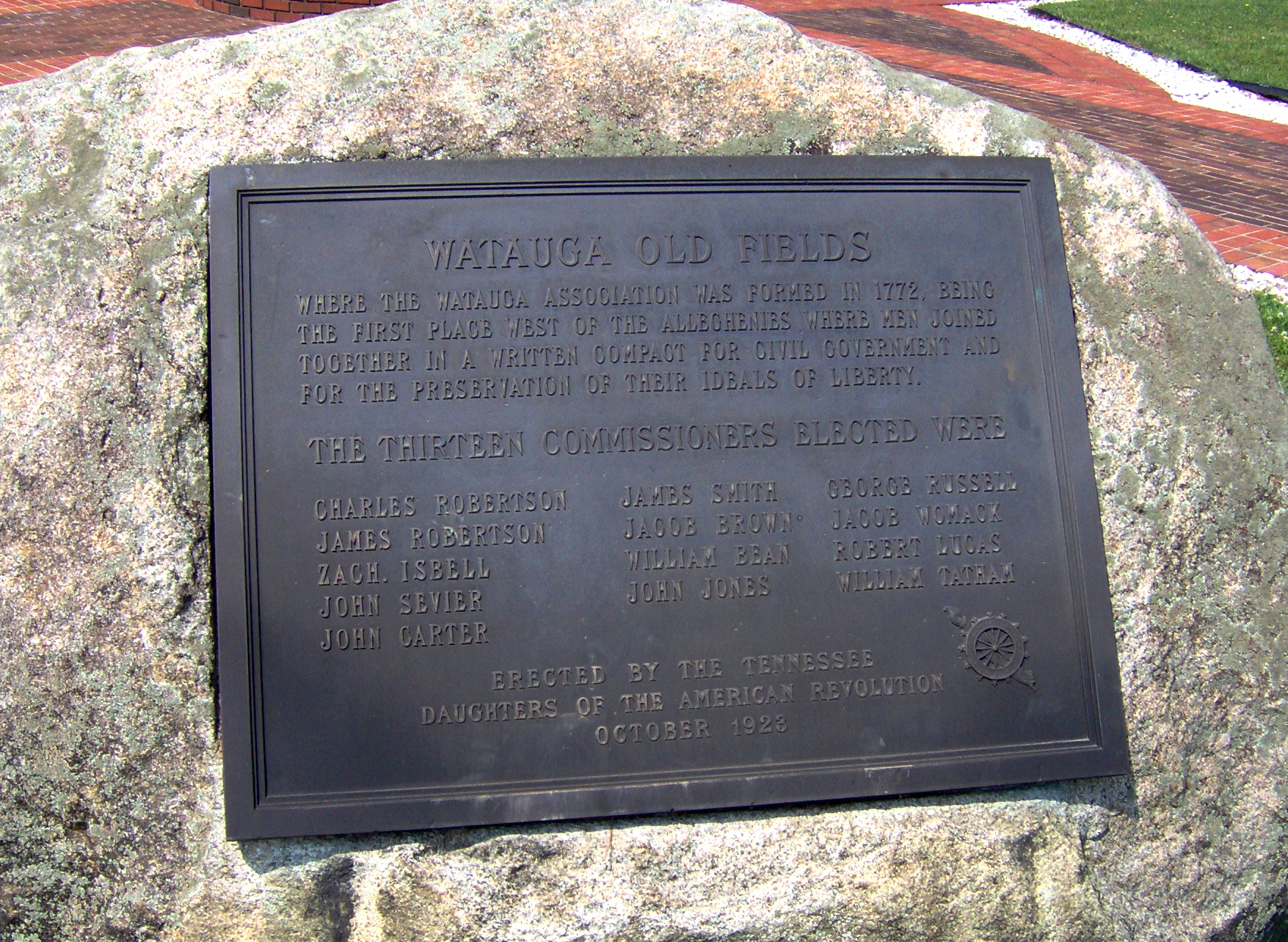
Gedenkstein in Erinnerung an die Watauga Association beim Carter County Courthouse in Elizabethton

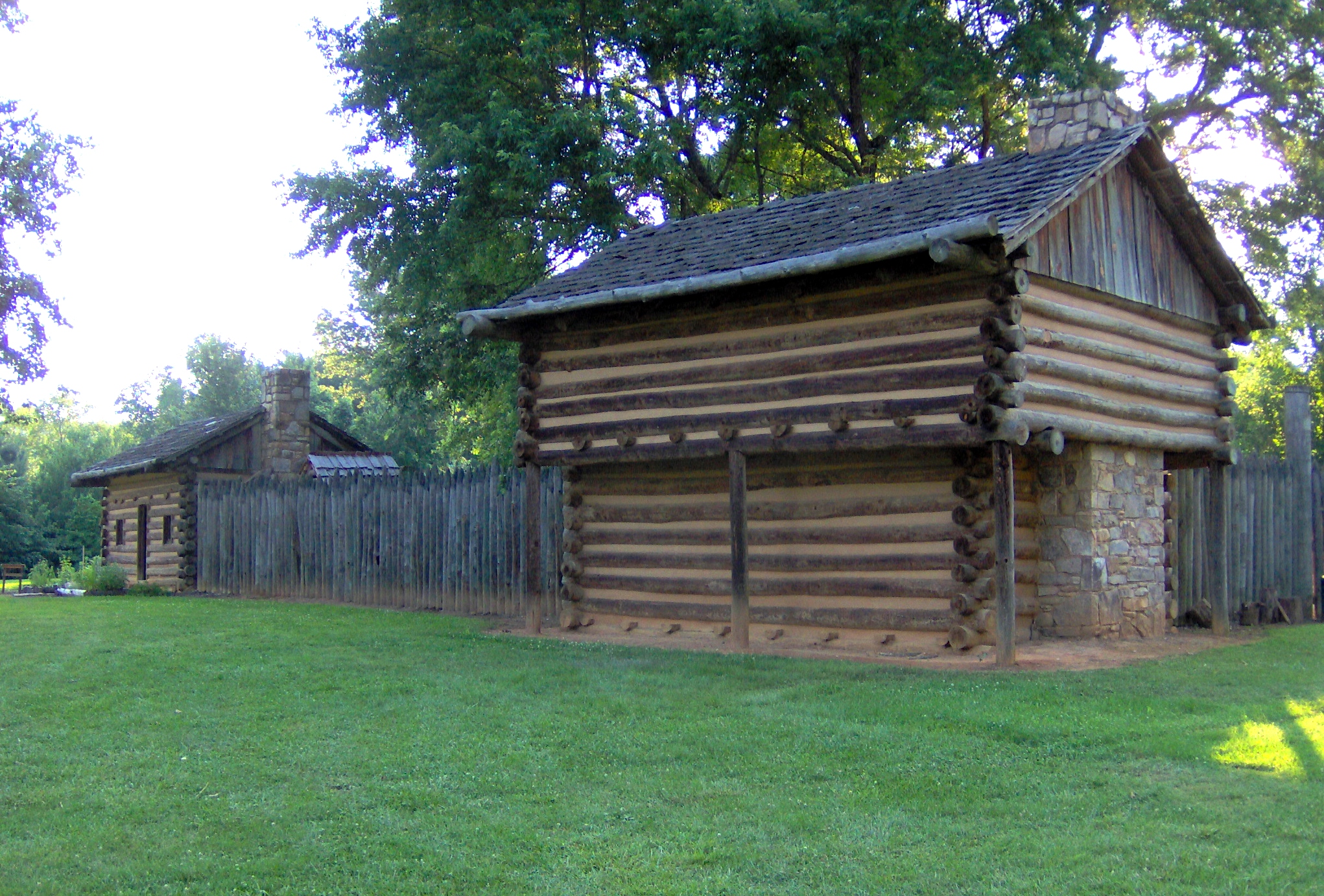
Das rekonstruierte Fort Watauga (2009) in der Sycamore Shoals State Historic Area im Carter County, Tennessee.

Die Watauga Association gilt als erste tatsächlich unabhängige Republik auf amerikanischem Boden. Sie wurde von Siedlern am Watauga River im Jahr 1772 gegründet. Diese waren zuvor nach der Niederschlagung des Aufstands der Regulatoren aus der Province of North Carolina in diese noch unbesiedelte Region geflohen.

## Geschichte
In den 1760er Jahren wurde die britische Kolonialregierung in der Province of North Carolina extrem unpopulär und galt als korrupt. Viele Bürger schlossen sich zu bewaffneten Gruppen zusammen, um sich gegen Amtsleute zur Wehr zu setzen. Als diese sogenannten Regulatoren drohten, den Steuerfluss an die Kolonialregierung zu unterbrechen, mobilisierte Gouverneur William Tryon 1768 die Miliz zur Aufstandsbekämpfung, die im Jahr 1771 erfolgreich abgeschlossen wurde. Mehrere hundert Regulatoren entzogen sich dem Zugriff der Staatsgewalt, indem sie in das Tal des Watauga Rivers im Grenzland zogen. Dabei nahmen sie fälschlicherweise an, dass diese Region, die aus dem Gebiet des heutigen östlichen Tennessee besteht, 1768 von den Cherokee an die Kolonie Virginia abgetreten worden sei. Tatsächlich lag das Land auf dem Territorium der Province of North Carolina, die jedoch gegenüber den Indianern noch keinen Anspruch darauf geltend gemacht hatte, wie die Siedler 1771 erfuhren. Im folgenden Jahr forderte die Kolonialregierung die früheren Regulatoren auf, dass Watauga River-Tal zu verlassen. Diese begannen daraufhin Verhandlungen mit den Cherokee und erreichten deren Einwilligung, das Tal für zehn Jahre an sie zu verpachten. Vor diesem Hintergrund beschlossen und ratifizierten die Siedler völlig autonom, also unabhängig von der Province of North Carolina, einen, heute nicht mehr erhaltenen, Gesellschaftsvertrag (englisch: „Articles of association“), wobei sie das Gesetzbuch der Kolonie Virginia übernahmen. Die Watauga Association wurde damit faktisch die erste unabhängige Republik des Kontinents.
In den folgenden zwei Jahren kamen weitere Siedler in das Watauga River-Tal, wodurch die Cherokee ihre traditionellen Jagdgründe bedroht sahen. Bald kam es unter der Führung des Häuptlings Dragging Canoe (deutsch: „Kanuschlepper“) zu Angriffen auf die ehemaligen Regulatoren, ohne diese vertreiben zu können, so dass die Cherokee schließlich aufgaben und das Land 1775 gegen eine symbolische Bezahlung auf Dauer der Watauga Association überließen. Mit Ausbruch des Amerikanischen Unabhängigkeitskrieges begannen die Briten, die Cherokee zu bewaffnen und gegen die Patrioten aufzustacheln. Im Mai 1776 kündigten diese ihr Abkommen mit der Watauga Association und forderten die Siedler auf, binnen drei Wochen das Tal zu verlassen. Diese riefen ohne Erfolg mehrere Seite um Hilfe an, unter anderem den Kommandeur der britischen Truppen in dieser Region. Am Ende beschlossen sie, ihren Streit mit North Carolina zu beenden und schwuren am 5. Juli 1776 den Kontinentalkongress zu unterstützen. Damit verbunden war eine Petition an North Carolina das Gebiet der Watauga Association in den Bundesstaat aufzunehmen. Ein bekannter Unterzeichner dieser Bittschrift war John Sevier. Am 22. August 1776 nahm North Carolina die Bitte an und annektierte das Territorium als Washington District. Zu dieser Zeit kam es zu einem Angriff der Cherokee auf Fort Watauga, der zurückgeschlagen werden konnte.